# TUSTEP
A TUSTEP az 1978-ban létrejött és azóta is a Tübingeni Egyetem adatfeldolgozási központjában folyamatosan továbbfejlesztett tübingeni szövegfeldogozói programok rendszerének a rövidítése, azaz (TUebinger System von TExtverarbeitungs-Programmen). A programrendszer célja a bölcsészettudományon belüli tudományos szöveges adatok feldolgozása. A TUSTEP által kínált funkciók a következők:
- Szövegkritikai kiadványok létrehozása (számos kritikai eszköz automatikus kezelésével)
- A különféle szövegváltozatok összehasonlítása az apparátus automatikus generálása érdekében
- Komplex szólistázási feladatok
- Statisztikai vagy metrikus szövegkiértékelések
- A feldolgozott adatok professzionális csoportosítása

A programrendszer legsikeresebbnek tekinthető elemének a kereső-helyettesítő rutinok nevezhetőek. A keresési lehetőségek a filológiai problémafelvetésekre irányulnak, de akár korpuszlingvisztikai projektek is kivitelezhetőek a TUSTEPben (pl. programalapú annotáció, adatformátumok veszteségmentes konvertálása).
A TUSTEP rugalmassága (modulokból álló felépítése) és nagy feldolgozási sebessége kiemelkedő. A TUSTEP különösen alkalmas XML szerkezetű adatok feldolgozására illetve olyan XML szerkezetű adatok létrehozására, amelyek eredetileg más szerkezetű adatok voltak. A művelet szkript szinteken végezhető el. Egy nagymértékben konfigurálgató grafikus felhasználói felület érhető el az adott rendszer parancssori környezetében. Számos neves nagyszabású projekt (többek között a Grimm szótár digitalizálása a TUSTEP segítségével) de kisebb önálló projektek linkjei is megtalálhatók  a program főoldalán. A nemzetközi TUSTEP felhasználó csapat a Tustep felhasználók képzéséért és továbbképzéséért illetve az információcsere elősegítéséért felelős. A feladataik közé tartozik ezen kívül a TUSTEP karbantartása, átvitele, fejlesztése és terjesztése.
A rendszer a Fortran és C programnyelven íródott és elérhető a Windows, Linux, és Mac OS operációs rendszereken.
A TUSTEP elérhető
1. mint klasszikus TUSTEP egy sor és paraméter alapú programozási nyelvvel
2. mint TUSCRIPT, egy modern, magasan fejlesztett szkript nyelvvel
3. mint TXSTEP a TUSTEP új XML-Frontenddel.

## Fordítás
Ez a szócikk részben vagy egészben  a   TUSTEP című német Wikipédia-szócikk ezen változatának fordításán alapul.  Az eredeti cikk szerkesztőit annak laptörténete sorolja fel. Ez a jelzés csupán a megfogalmazás eredetét és a szerzői jogokat jelzi, nem szolgál a cikkben szereplő információk forrásmegjelöléseként.